# Salento (Quindío)
Pour les articles homonymes, voir Salento (homonymie).
Salento est une municipalité située dans le département du Quindío en Colombie. 
Sa localisation dans le Triangle du café fait une bonne partie de sa notoriété et de son potentiel touristique.

## Culture et patrimoine

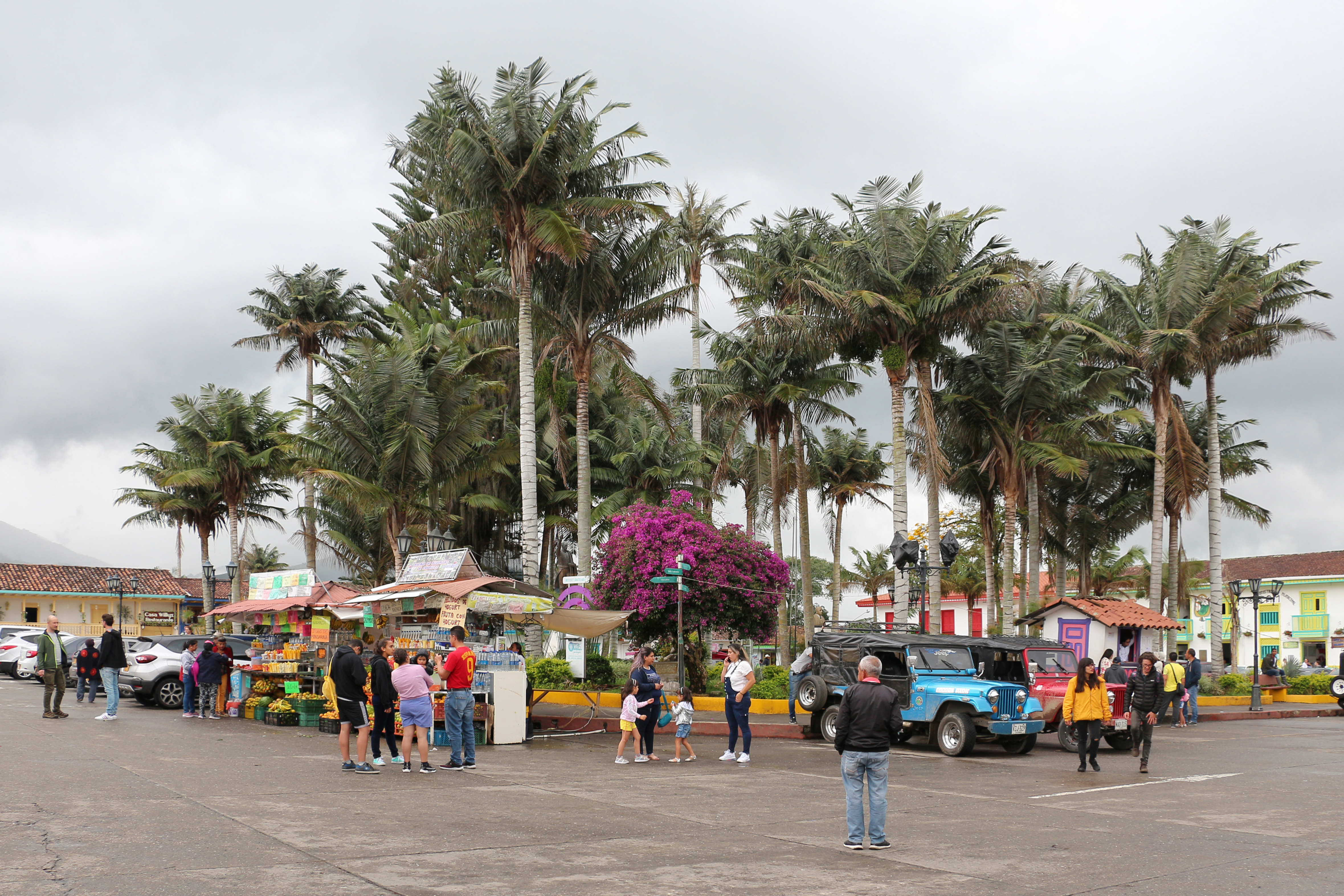
Plaza de Bolívar
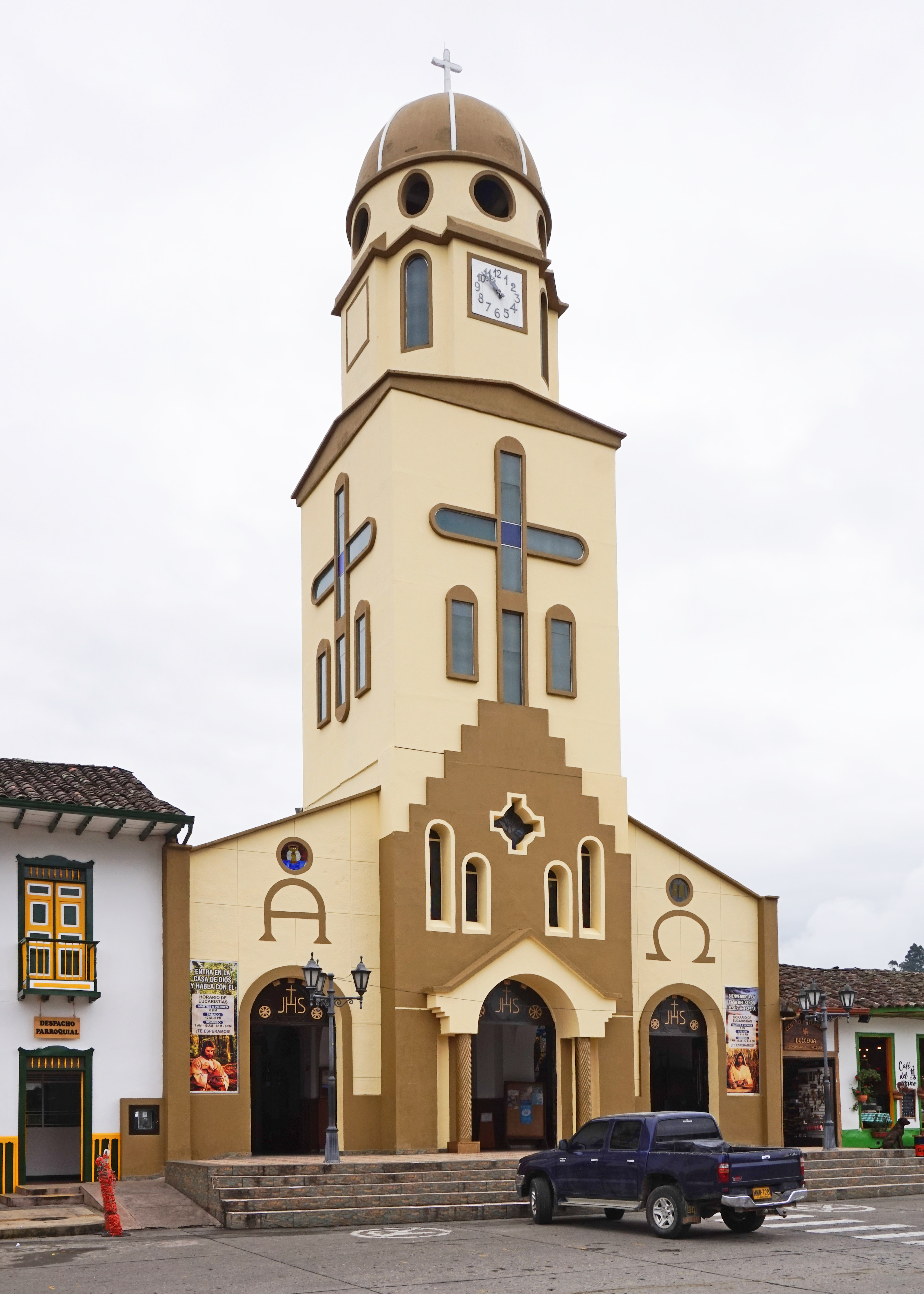
Iglesia de Nuestra Señora del Carmen